# Scuola cartografica di Dieppe

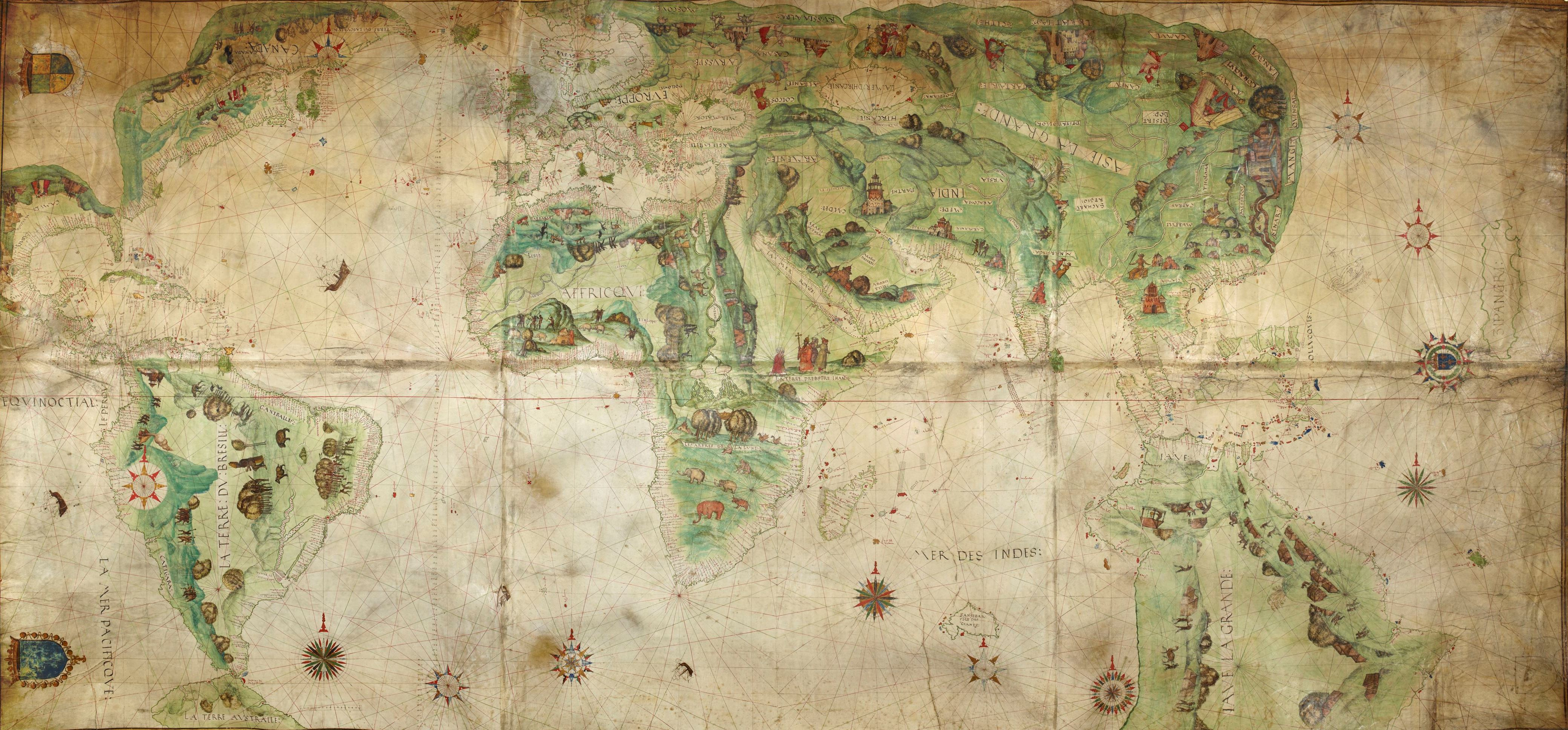
Planisfero Dauphin (1547 circa)

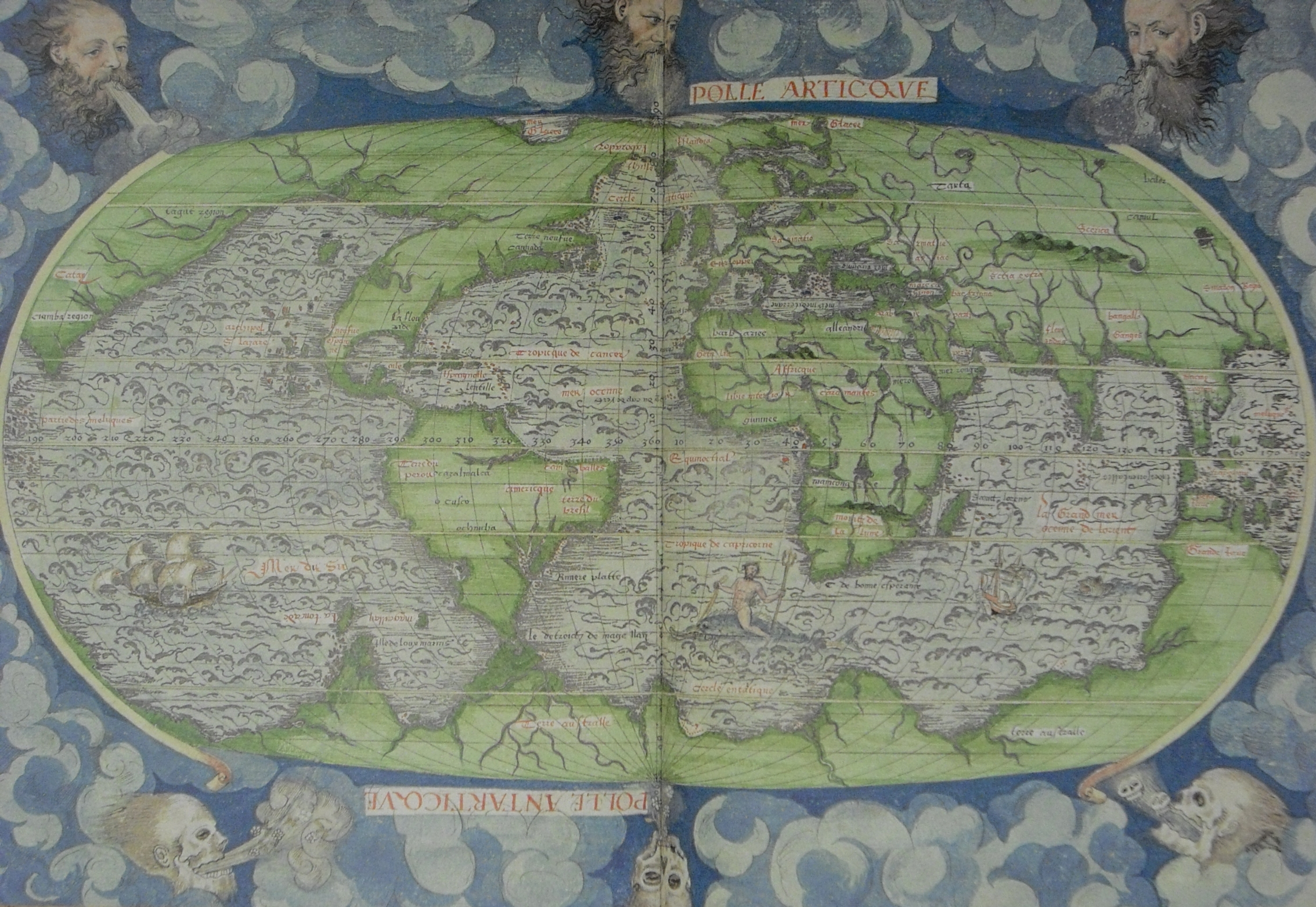
Planisfero dalla Cosmographie Universel di Guillaume Le Testu (1556)

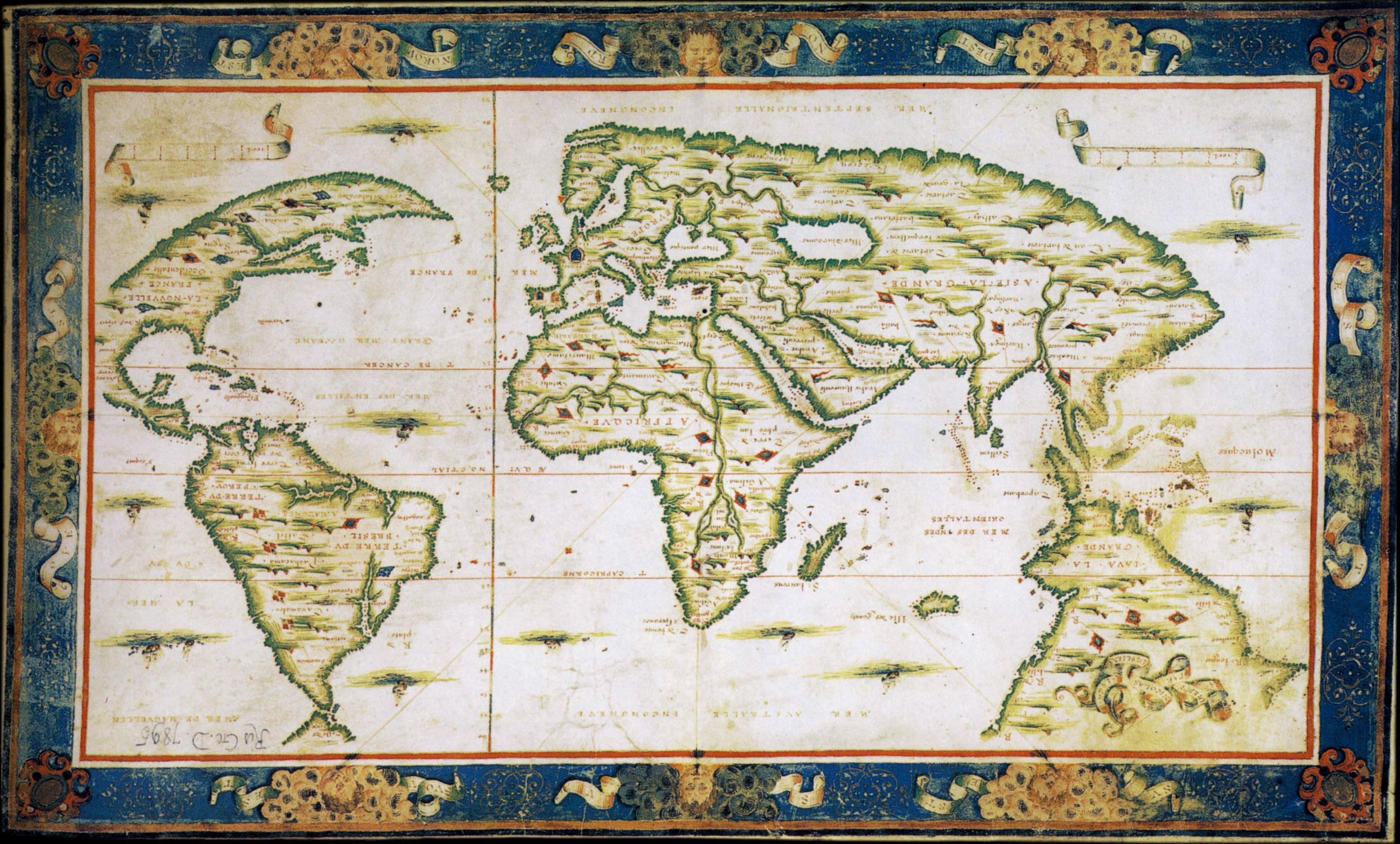
Planisfero di Nicolas Desliens (1566)

La scuola cartografica di Dieppe fiorì nel XVI secolo  ed in particolare fra il 1540 e il 1585, nella città portuale di Dieppe, in Normandia, oggi nel dipartimento della Seine-Maritime. La scuola è celebre per aver realizzato una serie di planisferi e carte geografiche di grandi dimensioni disegnati a mano e riccamente decorati.
La città di Dieppe era celebre per i suoi armatori come Jean Ango e per i suoi navigatori come Jean Cousin. I committenti delle carte di Dieppe erano facoltosi armatori francesi e portoghesi, ed anche sovrani come Enrico II di Francia e Enrico VIII d'Inghilterra.
Fra i maggiori cartografi che lavorarono a Dieppe furono Pierre Desceliers, Jean Rotz, Guillaume Le Testu, Guillaume Brouscon, Nicolas Desliens, Nicolas Vallard e Jacques de Vau de Claye.

## Caratteristiche
Le scritte sulle carte di Dieppe sono in francese, portoghese o in un gergo portoghese gallicizzante. Se ne deduce che i cartografi di Dieppe ottenessero informazioni riservate dai colleghi portoghesi, nonostante la proibizione ufficiale del governo portoghese di divulgare conoscenze geografiche (politica de sigilo).
Una caratteristica comune alla maggior parte delle carte di Dieppe è la presenza della rosa dei venti e delle linee lossodromiche, in quanto carte nautiche. Nello stesso tempo, però, esse sono delle opere d'arte evidentemente destinate ad essere esposte su di un tavolo, e perciò contengono i risultati delle ultime scoperte, accanto a riferimenti mitologici e illustrazioni.
Ad esempio il planisfero di Desceliers del 1550 riporta la descrizione dei primi tentativi francesi di colonizzare il Canada, la conquista spagnola del Perù ed i traffici marittimi portoghesi nelle Molucche. Sulla stessa carta si trova, però, ancora l'indicazione"Catai" risalente a Marco Polo, e sono rappresentati il regno del Prete Gianni in Etiopia, e la stirpe delle Amazzoni in Russia.
Come in tutte le carte geografiche fino al Cinquecento, quelle di Dieppe non indicano la longitudine. Infatti, mentre la latitudine è indicata in gradi osservati con l'astrolabio o con il sestante, la longitudine poteva essere misurata solo empiricamente come distanza.
Poiché la proiezione di Mercatore apparve nel 1569, essa non venne mai utilizzata nelle carte di Dieppe.

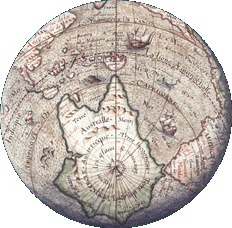
Globe by Jacques de Vau de Claye (1583) showing "Terre de Beac/Locac" as a peninsula of the "Terre Australle".

## La Grande Java

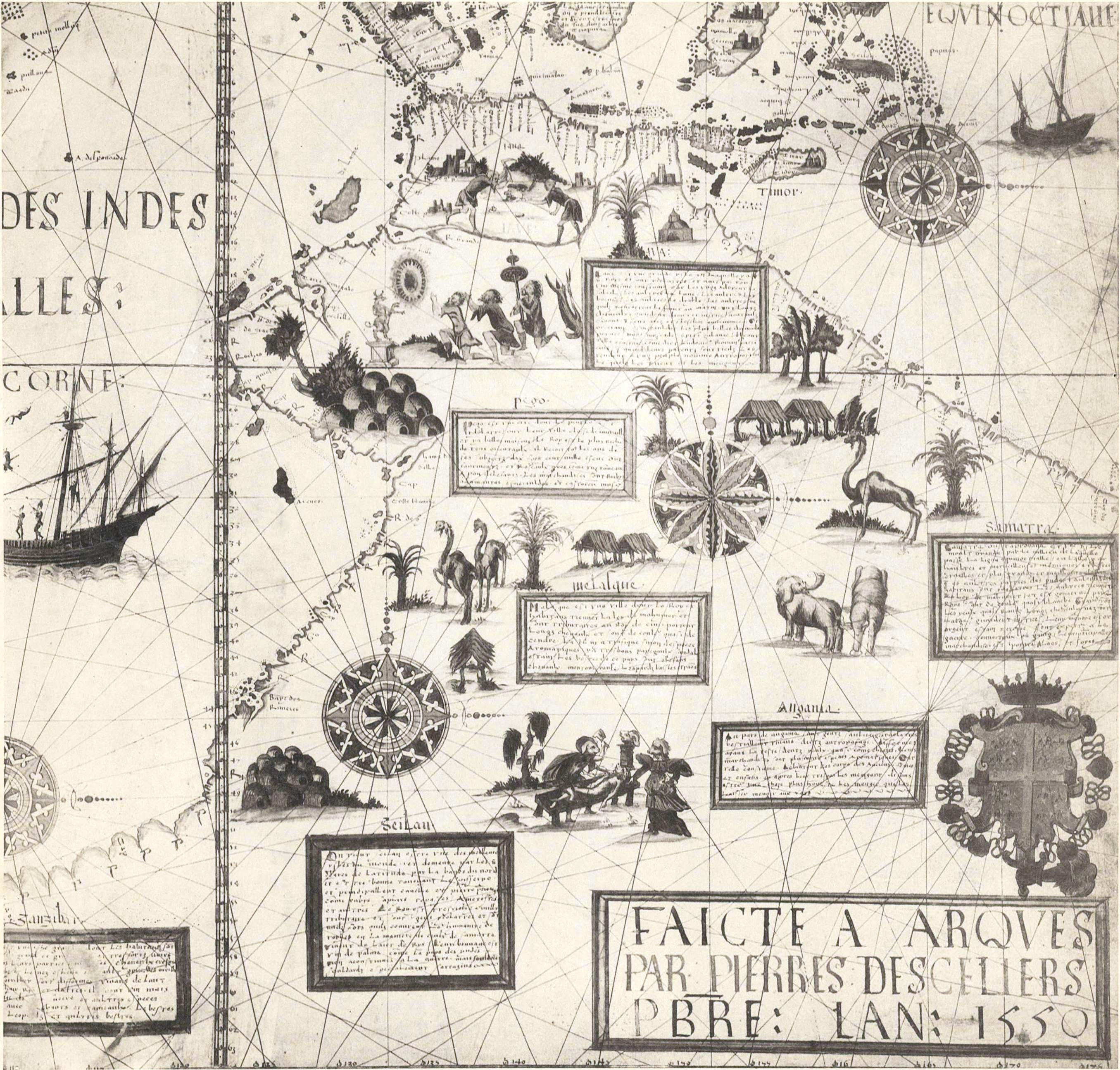
Particolare di una carta dell'Australia di Pierre Desceliers

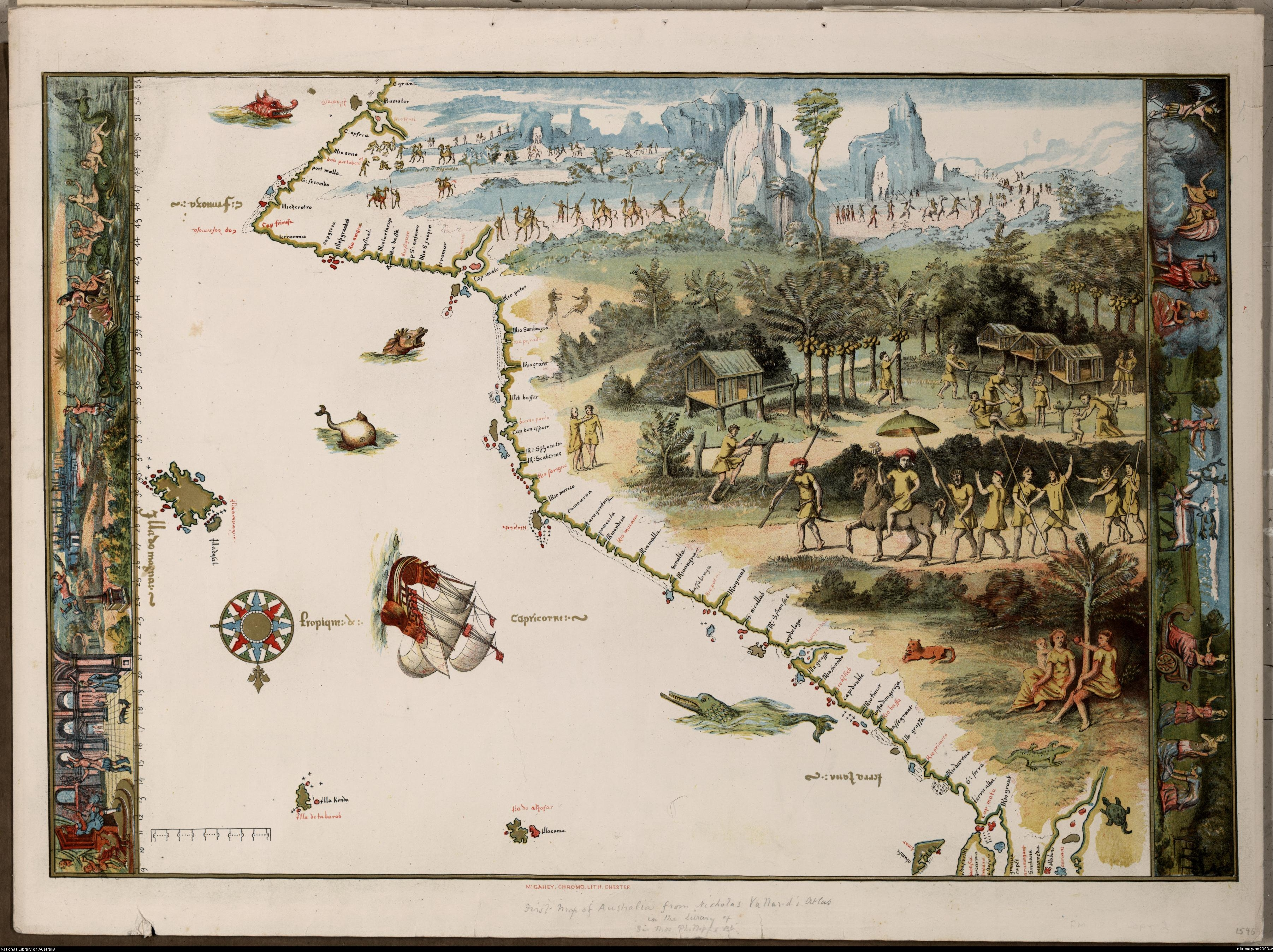
La costa orientale di Jave La Grande dall' Atlante Vallard National Library of Australia

In molti planisferi della scuola di Dieppe l'isola di Giava e la Terra Australis  sono collegate da un ponte di terraferma che reca la dicitura La Grande Jave o Terre Locac.
Per un certo numero di studiosi questa ricorrente rappresentazione di un'area di terraferma pressappoco dove si trova l'Australia, sarebbe l'indizio di una possibile scoperta portoghese dell'Australia negli anni Venti del Cinquecento, dal momento che i Portoghesi erano molto attivi nell'Arcipelago Malese a partire dal 1511 (conquista di Malacca). Altri suggeriscono che i cartografi di Dieppe potrebbero essere stati influenzati da altri fattori, fra cui le aspirazioni francesi. Nel 1912, il geografo francese Lucien Gallois ha concluso:
«Il grande continente meridionale è apparso sulle mappe francesi della prima parte del XVI secolo è ovviamente un'appendice fino alla costa settentrionale di Giava, considerato l'inizio di una terra che si estendeva verso sud. La nomenclatura delle coste est e ovest del continente è assolutamente fantastico.»

## Carte di Dieppe tuttora esistenti

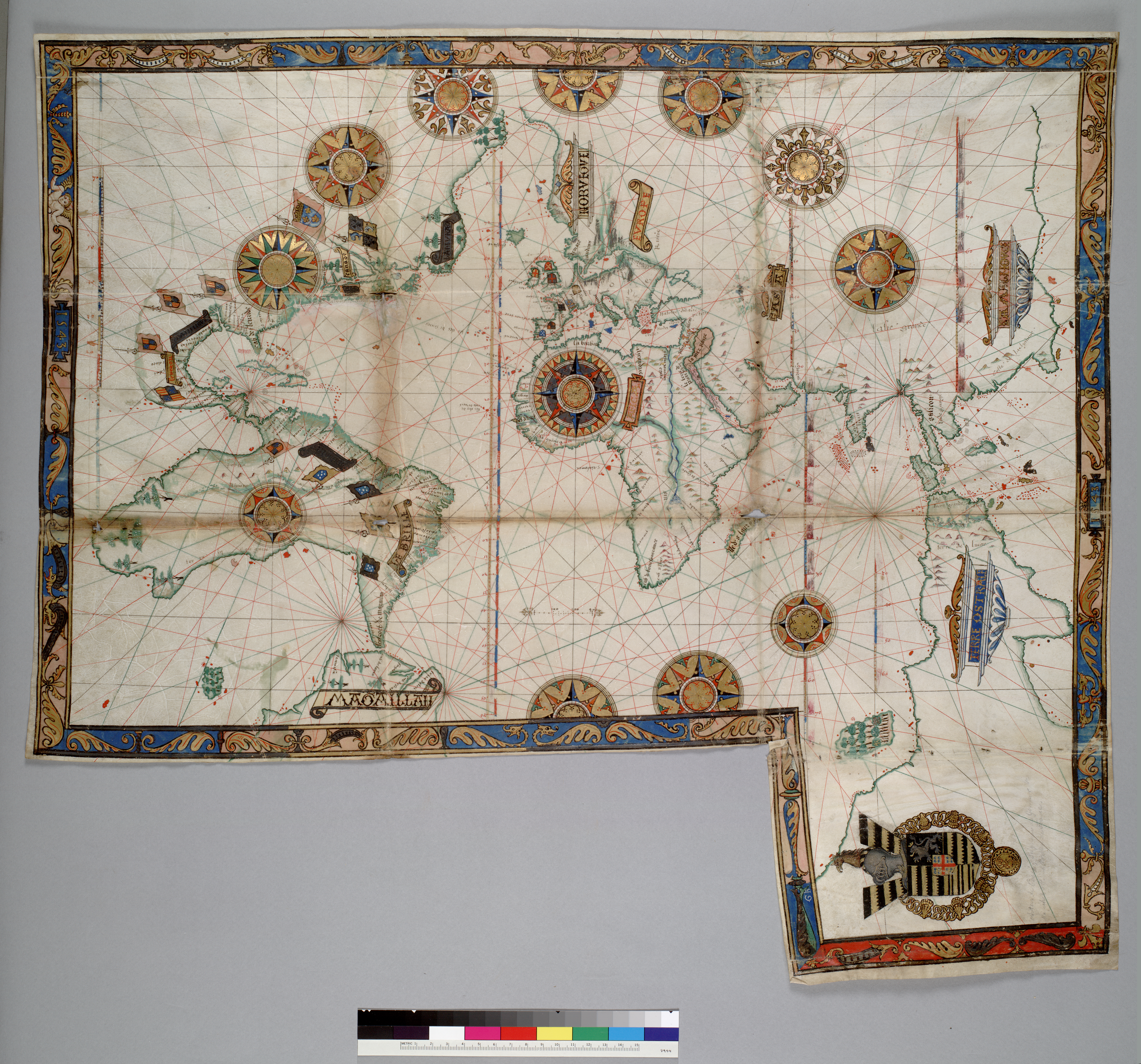
Planisfero di Guillaume Brouscon (1543)

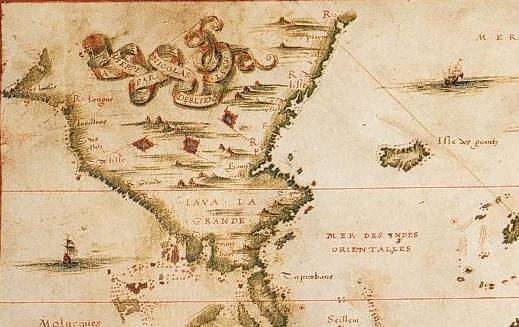
Particolare di Java la Grande da una carta di Nicolas Desliens

Le carte di Dieppe di cui si conosce l'esistenza in epoca contemporanea sono le seguenti: 
- Jean Mallard, planisfero, circa 1540. British Library, Londra  Archiviato il 21 aprile 2017 in Internet Archive.
- Jean Rotz, Boke of Idrography, 1542. British Library, Londra
- Guillaume Brouscon, planisfero, 1543. Huntington Library, Los Angeles, California
- Pierre Desceliers, planisfero "Royal", 1546. John Rylands Library, University of Manchester
- Anonimo, planisfero "Dauphin" o "Harleian", circa 1547. British Library, Londra
- Anonimo, eseguito per Nicolas Vallard, atlante portolanico, circa 1547. Huntington Library, Los Angeles, California
- Pierre Desceliers, planisfero, 1550. British Library, Londra
- Pierre Desceliers, planisfero, 1553. Vienna (distrutto)
- Guillaume Le Testu, Cosmographie Universelle, 1555. Bibliothèque du Service historique de l‘Armée de Terre, Parigi
- Anonimo, atlante portolanico, attribuito a Pierre Desceliers, planisfero, circa 1555. Morgan Library, New York
- Guillaume Le Testu, planisfero, 1566. Biblioteca nazionale di Francia, Parigi
- Nicolas Desliens, planisfero, circa 1541-1561. Sächsische Landesbibliothek, Dresda
- Nicolas Desliens, planisfero, 1566.
- Nicolas Desliens, planisfero, 1567. National Maritime Museum, Greenwich
- Attribuito a Nicolas Desliens, planisfero, circa 1568. National Maritime Museum, Greenwich
- Jean Cossin, Carte cosmographique ou Universelle description du monde, 1570. Biblioteca nazionale di Francia, Parigi
- Jacques de Vaulx de Claye, Les premieres Oeuvres de Jacques de Vaulx, Le Havre, 1584, foglio 26v, La Figure de l'autre moitie du globe terrestre avant le Pole antarticqe, Biblioteca nazionale di Francia

Sarah Toulouse ha pubblicato un elenco più completo e particolareggiato di 37 carte ed atlanti realizzati fra il 1542 e il 1635 da cartografi di Dieppe o Normanni

## Membri
Tra i cartografi più rinomati della Scuola di Dieppe troviamo:
- Pierre Desceliers (1500 circa - 1558 circa): Considerato il padre dell'idrografia francese, Desceliers realizzò mappe del mondo e carte nautiche di grande precisione, spesso impreziosite da illustrazioni e decorazioni. La sua opera più famosa è la "mappa del mondo di Desceliers" del 1553, che includeva una rappresentazione dettagliata delle Americhe.[10]
- Jean Rotz (attivo 1525-1556): Collaboratore di Desceliers, Rotz era specializzato nella realizzazione di carte nautiche per la navigazione atlantica. Le sue mappe erano caratterizzate da una toponomastica ricca e dettagliata, che rifletteva la profonda conoscenza delle coste atlantiche da parte dei navigatori di Dieppe.[10]
- Guillaume Le Testu (attivo 1555-1582): Erede della tradizione di Desceliers e Rotz, Le Testu produsse una serie di mappe nautiche e planisferi che influenzarono i cartografi per generazioni successive. La sua "mappa del mondo" del 1566 è considerata un capolavoro della cartografia rinascimentale.[10]
- Guillaume Brouscon (attivo 1560-1595): Brouscon era noto per le sue accurate rappresentazioni delle coste del Brasile e delle Indie Occidentali. Le sue mappe erano utilizzate da navigatori e mercanti per pianificare rotte commerciali e viaggi esplorativi.[10]
- Nicolas Desliens (attivo 1568-1609): Desliens si distinse per la sua abilità nella realizzazione di carte nautiche e planisferi, spesso accompagnati da descrizioni geografiche e storiche. La sua "mappa del mondo" del 1598 è un'opera di grande pregio cartografico e artistico.[10]
- Nicolas Vallard (attivo 1601-1644): Vallard continuò la tradizione della Scuola di Dieppe producendo carte nautiche e atlanti utilizzati da navigatori francesi e olandesi. Le sue mappe erano apprezzate per la loro accuratezza e l'elevata qualità di stampa.[10]
- Jacques de Vau de Claye (1570-1656): De Vau de Claye fu un matematico e cosmografo, oltre che cartografo. Le sue opere cartografiche, tra cui la "mappa del mondo" del 1639, riflettono la sua profonda conoscenza della matematica e dell'astronomia.[10]
- Jean Cossin (Dieppe, 1515 circa - Dieppe, 1570 circa) Sebbene la sua fama non sia pari a quella di alcuni suoi colleghi più noti, Cossin ha dato un contributo significativo all'avanzamento della cartografia nel XVI secolo.[10]

Oltre a questi nomi famosi, la Scuola di Dieppe contava numerosi altri cartografi talentuosi che contribuirono al suo successo.